# Marta Chirino
Marta Chirino Argenta (Madrid, 1963) es una bióloga, artista plástica especializada en ilustración científica y profesora de dibujo e ilustración científica española.
Pertenece a The Society of Botanical Artists,S.B.A
Medalla de Oro de la británica, The Royal Horticultural Society.

## Biografía
Marta Chirino Argenta ya desde muy pequeña sintió una especial inclinación por el dibujo y la naturaleza, creció en un entorno artístico, su padre Martín Chirino era escultor y su madre Margarita Argenta era diseñadora de accesorios en la empresa Loewe.
Es licenciada en Ciencias Biológicas por la Universidad Autónoma de Madrid, en la especialidad ambiental. Su formación artística la realiza en la Facultad de Bellas Artes de la Universidad Complutense de  Madrid (UCM). Completa sus estudios artísticos en academias de dibujo y un curso de ilustración en el Centro de Estudios del Video y de la Imagen.
Finalizada la carrera decidió formarse como ilustradora científica, primeramente en el Real Jardín Botánico de Madrid, donde estudió con varios investigadores, en especial del Dr. Santos Cirujano Bracamonte, experto en Flora Acuática.
Pertenece desde 1998, donde fue nombrada por méritos, como miembro de la Sociedad de Artistas Botánicos Inglesa (The Society of Botanical Artists,S.B.A), con sede en Reino Unido, sociedad con la que a partir de esta fecha expone anualmente dibujos sobre estudios botánicos.
Marta Chirino como artista botánica aúna en sus obras el arte floral, el dibujo botánico y la ilustración científica mostrando la sinfonía que se mueve entre el arte y la ciencia, pero remarcando la diferencia entre el arte y la ciencia, en sus obras pone de manifiesto la pasión por el arte y por el rigor científico. 
Sus instrumentos de trabajo han sido fundamentalmente el grafito y el estilógrafo 0.1 sobre papel poliéster, siendo especialista en tinta y grafito. En su lado más artístico, realiza dibujos a lápiz en papel apergaminado y ha incorporado una tercera dimensión usando varios papeles.
Es presidenta de la Fundación de Arte y Pensamiento Martín Chirino.

## Trayectoria
Desde 1987 trabaja como ilustradora científica en proyectos de investigación para el Real Jardín Botánico-CSIC de Madrid y para otros organismos (C.A.M, Escuela Superior de Ingenieros Agrónomos, Escuela Técnica de Ingenieros de Montes, I.M.I.A, Junta de Comunidades, Castilla - La Mancha, Diputación Foral de Álava, etc.) y particulares.
Ha ejercido de coordinadora de imagen, diseño y producción de distintos proyectos.
Ha ilustrado numerosos libros científicos y divulgativos, entre los que se pueden citar los dos volúmenes de Flora acuática española,  Macrófitos.
A lo largo de su carrera ha realizado exposiciones, portadas de libros e impartido talleres y cursos de dibujo en numerosas ediciones en el Real Jardín Botánico de Madrid.
Dentro de su trayectoria profesional hay que destacar su dedicación a la docencia. Además de en el Jardín Botánico, ha impartido clases de dibujo e ilustración científica en Curso de Verano en la Universidad Complutense o en la Real Academia Canaria de Bellas Artes, en Santa Cruz de Tenerife.  
```
Marta Chirino explica la ilustración científica: “consiste en hacer un dibujo que refleje los caracteres de una especie concreta, aquellos que nos permiten identificar la planta, y para ello hay que basarse en las descripciones teóricas de los botánicos, con la intención de darle al dibujo un valor científico igual que el que tienen dichas descripciones”. Se trata, por tanto, de hacer “el dibujo de un individuo ideal que represente a toda su especie”.
[
12
]
```

## Exposiciones
Marta Chirino ha realizado exposiciones individuales y colectivas:
- La naturaleza al detalle  en el Espacio Cultural MIRA de Pozuelo de Alarcón (2023).[13]
- El Jardín Ilustrado en el Antiguo Hospital de Santa María La Rica de Alcalá de Henares (2024).[14]
- Yo Ilustro la Ciencia, ha sido organizado por la Asociación Catalana de Comunicación Científica (ACCC) y patrocinado por la Fundación Española para la Ciencia y la Tecnología (FECYT) y el Ministerio de Economía y Competitividad (MINECO).[15]
- Ellas ilustran botánica en El Real Jardín Botánico de Madrid.[16]
- El árbol, poética en el jardín en El Real Jardín Botánico de Madrid
- Exposición anual de la Society of Botanical Artists, Westminster Central Hall, Londres.(2010)
- Dibujo botánico

## Libros
- Flora Acuática Española
- Alimentos silvestres de Madrid. Jardín Botánico, IMIA, Comunidad de Madrid. Editorial La Librería. Madrid. 2002.
- Los Bosques Ibéricos. Ed. Planeta. Escuela de Ingeniería de Montes. 1997
- Libro de los Mojos, libro n.º 7 de la colección de Alejandría, dirigida por Manolo Cuevas (Galería Estampa), escrito e ilustrado por la autora. 1997.
- Flora ibérica. Algas continentales. Carófitos. Ilustraciones del libro R.J.B.M.- C.S.I.C. Ministerio de Medio Ambiente, Universitat de Barcelona. 2008.
- Macrófitos. Habitantes del Agua. Guía de plantas acuáticas. Universidad de Sevilla, CSIC. 2010.
- Tulipa, tulipae: el tulipán ilustrado.

Libros y artículos han sido registrados en Google Academic y en Dialnet.

## Premios y reconocimientos
- 1999: Medalla de Oro por "The Royal Horticultural Society", UK. (Proyecto ilustrado sobre la Flora Acuática de Castilla-La Mancha).
- Seleccionada en el XIII Certamen Nacional de dibujo "Gregorio Prieto". Valdepeñas, 2003. Dibujo, Iris germanica (140 x 90 cm. Lápiz / Papel).
- 2010: Premio  "Margaret Stevens Award" y el "SBA, Certificate of Botanical Merit" por su compromiso medioambiental y estudios botánicos a través de la ilustración científica
- 2020: Académica Correspondiente de la Real Academia de Bellas Artes de Canarias.